# Eo biển Naruto

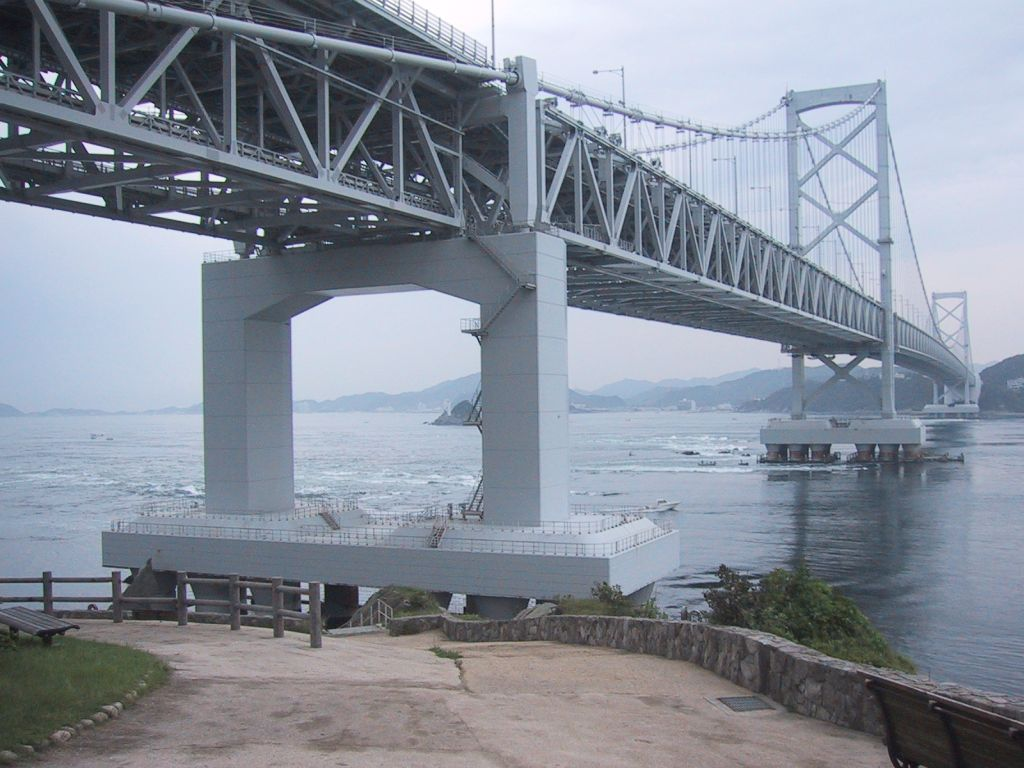
Eo biển Naruto với cầu Naruto bắc ngang từ Awaji sang Shikoku

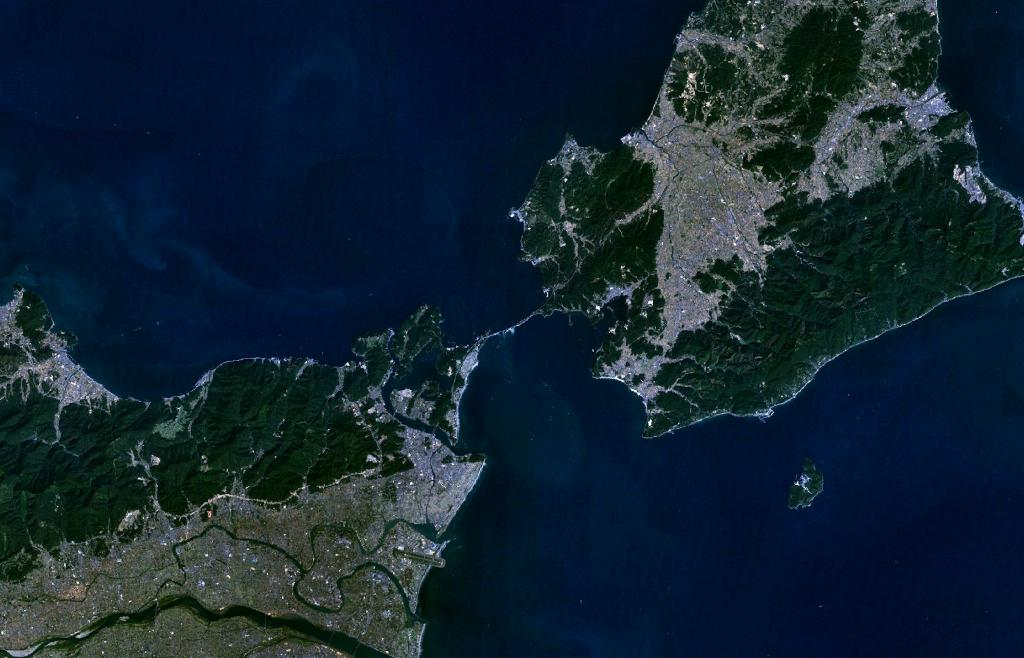
Eo biển Naruto nhìn từ không gian

Eo biển Naruto (鳴門海峡 Naruto-kaikyō) là một eo biển giữa đảo Awaji và Shikoku ở Nhật Bản. Nó kết nối Harima Nada, phần phía đông của Biển nội địa và Kênh Kii. Một đặc điểm nổi tiếng của eo biển là xoáy nước Naruto. Cầu Ōnaruto, phần phía nam của đường cao tốc Kobe-Awaji-Naruto, bắc qua Eo biển Naruto.